# Stefano Gandin
Stefano Gandin, né le 28 mars 1996 à Vittorio Veneto, est un coureur cycliste italien.

## Biographie
Stefano Gandi est originaire de Vittorio Veneto,. Durant son enfance, il joue d'abord au volley-ball avant de passer au cyclisme. Il dispute sa première course du côté d'Oderzo. 
En 2014, il triomphe sur le Tour du Frioul Juniors (moins de 19 ans). Il évolue ensuite au sein de divers clubs durant ses quatre saisons espoirs (moins de 23 ans), sans toutefois obtenir de résultats marquants. Son calendrier de courses se limite alors principalement au circuit italien. 
En 2019, il remporte une étape du Tour du Maroc et termine notamment cinquième du Tour de Serbie. Il réalise également une belle année 2020, qui lui permet d'être le lauréat de l'Oscar TuttoBici des amateurs. Il est ensuite conservé en 2021 par son équipe Zalf Euromobil Désirée Fior, qui accède au niveau continental. Rapide au sprint, il s'impose sur une compétition amateur et termine notamment septième de Per sempre Alfredo, ou encore neuvième du Grand Prix Adria Mobil.
Pour la saison 2022, il s'engage en faveur de la formation Corratec. À vingt-six ans, il se distingue en réalisant les meilleures performances de sa carrière. Il remporte une étape du Sibiu Cycling Tour, deux étapes du Tour du Venezuela et termine meilleur grimpeur du Tour de Sicile, après plusieurs échappées.
Infecté par le SARS-CoV-2, il ne prend pas le départ de la onzième étape du Tour d'Italie 2023.

## Palmarès et résultats

### Palmarès par année
- 2018
  - 3e du Gran Premio Ciclistico Arcade
- 2019
  - 4e étape du Tour du Maroc
  - 3e de la Medaglia d'Oro Città di Monza
  - 3e du Grand Prix de Roncolevà
  - 3e de la Targa Libero Ferrario
- 2020
  - Giro delle Due Province
  - 2e de la Coppa Giulio Burci
- 2021
  - Trofeo Gavardo Tecmor
  - 2e de la Coppa Caduti di Reda
  - 2e du Gran Premio Industria del Cuoio e delle Pelli
  - 3e du Giro delle Due Province
- 2022
  - 3eb étape du Sibiu Cycling Tour
  - 1re et 8e étapes du Tour du Venezuela

### Résultats sur les grands tours

#### Tour d'Italie
1 participation
- 2023 : non-partant (11e étape)

### Classements mondiaux
| Année                                 | 2019  | 2020 | 2021  | 2022  | 2023  |
| ------------------------------------- | ----- | ---- | ----- | ----- | ----- |
| Classement mondial                    | 1099e | nc   | 1075e | 1202e | 2000e |
| UCI Europe Tour                       | 778e  | nc   | 797e  | 841e  | nc    |
|                                       |       |      |       |       |       |
| Légende : nc = non classéSource : UCI |       |      |       |       |       |

## Distinctions
- Oscar TuttoBici amateurs : 2020